# Anneli Cahn Lax
Anneli Cahn Lax (* 23. Februar 1922 in Kattowitz; † 24. September 1999 in New York City) war eine US-amerikanische Mathematikerin.

## Leben
Anneli Cahn war eine Tochter des Urologen Alfred Cahn und der Lehrerin Margarete Kraemer, sie hatte einen Bruder. Sie besuchte die Schule in Berlin, musste dann aber aufgrund ihrer jüdischen Herkunft aus Nazideutschland fliehen. So kam sie in die Vereinigten Staaten, studierte dort ab 1942 Mathematik an der Adelphi University in New York und wurde 1955 an der New York University mit der Dissertation Cauchy's Problem for a Partial Differential Equation with Real Multiple Characteristics bei Richard Courant promoviert. 1965 wurde sie an der New York University Associate Professor, seit 1972 war sie Full Professor. 
1948 heiratete Anneli Cahn den Mathematiker Peter Lax, sie hatten zwei Söhne. Sie engagierte sich im Publikationsprogramm der Mathematical Association of America und wurde 1977 mit dem George Pólya Award ausgezeichnet.
1998 wurde bei ihr Krebs diagnostiziert, dem sie am 24. September 1999 erlag.